# Municipio de Allen (condado de Miami)
El municipio de Allen (en inglés: Allen Township) es un municipio ubicado en el condado de Miami en el estado estadounidense de Indiana. En el año 2010 tenía una población de 695 habitantes y una densidad poblacional de 12,41 personas por km².

## Geografía
El municipio de Allen se encuentra ubicado en las coordenadas 40°57′40″N 86°6′37″O / 40.96111, -86.11028. Según la Oficina del Censo de los Estados Unidos, el municipio tiene una superficie total de 55.99 km², de la cual 55,71 km² corresponden a tierra firme y (0,49 %) 0,27 km² es agua.

## Demografía
Según el censo de 2010, había 695 personas residiendo en el municipio de Allen. La densidad de población era de 12,41 hab./km². De los 695 habitantes, el municipio de Allen estaba compuesto por el 97,84 % blancos, el 0,29 % eran afroamericanos, el 0,86 % eran amerindios y el 1,01 % eran de una mezcla de razas. Del total de la población el 0 % eran hispanos o latinos de cualquier raza.